# Viridophara angulata
Viridophara angulata är en insektsart som beskrevs av Mushtaq 1992. Viridophara angulata ingår i släktet Viridophara och familjen Dictyopharidae. Inga underarter finns listade i Catalogue of Life.